# Костино (городской округ Шаховская)
Костино — деревня в городском округе Шаховская Московской области.

## Население
| 1859 | 1926 | 2002 | 2006 | 2010 |
| ---- | ---- | ---- | ---- | ---- |
| 198  | ↗259 | ↘39  | ↗43  | ↘21  |

## География
Деревня расположена в южной части округа, примерно в 14 км к югу от райцентра Шаховская, на запруженной реке Мутне (приток Рузы), высота центра над уровнем моря 227 м. Ближайший населённый пункт — Ольховец в 1 км на север.
В деревне имеются три улицы — Захаровка, Лесная Поляна и Молодежная, приписано садоводческое товарищество (СНТ) «Дружба».
Есть автобусное сообщение с райцентром двумя маршрутами.

## Исторические сведения
Впервые упоминается в писцовой книге Волоколамского района 1626 года как присёлок села Середа.
В 1769 году Костина — деревня Хованского стана Волоколамского уезда Московской губернии, принадлежала Коллегии экономии (ранее — Новоиерусалимскому монастырю). В деревне 30 дворов и 94 души.
В середине XIX века деревня Костино относилась к 1-му стану Волоколамского уезда и принадлежала Департаменту государственных имуществ. В деревне было 25 дворов, 89 душ мужского пола и 108 душ женского.
В «Списке населённых мест» 1862 года — казённая деревня 1-го стана Волоколамского уезда Московской губернии по правую сторону Московского тракта, шедшего от границы Зубцовского уезда на город Волоколамск, в 31 версте от уездного города, при речке Мутне, с 30 дворами и 198 жителями (96 мужчин, 102 женщины).
По данным на 1890 год входила в состав Серединской волости, число душ мужского пола составляло 99 человек.
В 1913 году — 48 дворов.
По материалам Всесоюзной переписи населения 1926 года — центр Костинского сельсовета, проживало 259 человек (117 мужчин, 142 женщины), велось 60 хозяйств (58 крестьянских), имелась школа.
С 1929 года — населённый пункт в составе Шаховского района Московской области.
1994—2006 гг. — деревня Серединского сельского округа Шаховского района.
2006—2015 гг. — деревня сельского поселения Серединское Шаховского района.
2015 г. — н. в. — деревня городского округа Шаховская Московской области.